# Pedro Valdez Cardoso
Pedro Valdez Cardoso (Lisboa, 1974) é um escultor português. O artista vive e trabalha em Lisboa.

## Carreira
Em 2003, Valdez Cardoso terminou o curso Avançado de Artes Visuais, pela Escola de Artes Visuais Maumaus em Lisboa. 
No ano 2002, Cardoso fez o Workshop “Kulturtransfer” com Renée Green e Diedrich Diederichsen, Goethe Institut/ Escola Maumaus e licenciou-se em Realização Plástica do Espectáculo pela Escola Superior de Teatro e Cinema.
Pedro Valdez Cardoso ganhou "V Prémio de Escultura City Desk" (1.º), 2005.